# Temporada 1989-90 de los Boston Celtics
La temporada 1989-90 fue la cuadragésimo cuarta de los Boston Celtics en la NBA. La temporada regular acabó con 52 victorias y 30 derrotas, acabando cuartos de la Conferencia Este y clasificándose para los playoffs, donde cayeron en primera ronda ante New York Knicks.

## Elecciones en el Draft
| Ronda | Puesto | Jugador       | Posición  | Nacionalidad   | Universidad/Club |
| ----- | ------ | ------------- | --------- | -------------- | ---------------- |
| 1     | 13     | Michael Smith | Ala-Pívot | Estados Unidos | BYU              |
| 2     | 40     | Dino Rađa     | Ala-Pívot | Yugoslavia     | KK Jugoplastika  |

## Temporada regular
| División Atlántico   | División Atlántico | División Atlántico | División Atlántico | División Atlántico | División Atlántico | División Atlántico | División Atlántico | División Atlántico |
| Equipo               | G                  | P                  | %                  | PD                 | Casa               | Fuera              | Div                |                    |
| -------------------- | ------------------ | ------------------ | ------------------ | ------------------ | ------------------ | ------------------ | ------------------ | ------------------ |
| y-Philadelphia 76ers | 53                 | 29                 | .646               | –                  | 34–7               | 19–22              | 19–7               |                    |
| x-Boston Celtics     | 52                 | 30                 | .634               | 1                  | 30–11              | 22–19              | 19–7               |                    |
| x-New York Knicks    | 45                 | 37                 | .549               | 8                  | 29–12              | 16–25              | 17–9               |                    |
| Washington Bullets   | 31                 | 51                 | .378               | 22                 | 20–21              | 11–30              | 10–16              |                    |
| Miami Heat           | 18                 | 64                 | .220               | 35                 | 11–30              | 7–34               | 4–22               |                    |
| New Jersey Nets      | 17                 | 65                 | .207               | 36                 | 13–28              | 4–37               | 9–17               |                    |

## Playoffs

### Primera ronda
Boston Celtics  vs. New York Knicks
| Fecha       | Partido                                 | Ciudad     |
| ----------- | --------------------------------------- | ---------- |
| 26 de abril | Boston Celtics 116, New York Knicks 105 | Boston     |
| 28 de abril | Boston Celtics 157, New York Knicks 128 | Boston     |
| 2 de mayo   | New York Knicks 102, Boston Celtics 99  | Nueva York |
| 4 de mayo   | New York Knicks 135, Boston Celtics 108 | Nueva York |
| 6 de mayo   | Boston Celtics 114, New York Knicks 121 | Boston     |
|             | New York Knicks gana las series 3-2     |            |

## Estadísticas
| Rk | Jugador        | Edad | P  | PT | MP   | TC  | TCI  | %TC  | T3  | T3I | %T3  | TL  | TLI | %TL  | RO  | RD  | RT   | AS  | RB  | TAP | BP  | FP  | PTS  |
| -- | -------------- | ---- | -- | -- | ---- | --- | ---- | ---- | --- | --- | ---- | --- | --- | ---- | --- | --- | ---- | --- | --- | --- | --- | --- | ---- |
| 1  | Larry Bird     | 33   | 75 | 75 | 39.3 | 9.6 | 20.2 | .473 | 0.9 | 2.6 | .333 | 4.3 | 4.6 | .930 | 1.2 | 8.3 | 9.5  | 7.5 | 1.4 | 0.8 | 3.2 | 2.3 | 24.3 |
| 2  | Kevin McHale   | 32   | 82 | 25 | 33.2 | 7.9 | 14.4 | .549 | 0.3 | 0.8 | .333 | 4.8 | 5.4 | .893 | 2.5 | 5.8 | 8.3  | 2.1 | 0.4 | 1.9 | 2.2 | 3.0 | 20.9 |
| 3  | Reggie Lewis   | 24   | 79 | 54 | 31.9 | 6.8 | 13.8 | .496 | 0.1 | 0.2 | .267 | 3.2 | 4.0 | .808 | 1.4 | 3.0 | 4.4  | 2.8 | 1.1 | 0.8 | 1.5 | 2.7 | 17.0 |
| 4  | Robert Parish  | 36   | 79 | 78 | 30.3 | 6.4 | 11.0 | .580 | 0.0 | 0.0 |      | 2.9 | 3.9 | .747 | 3.3 | 6.8 | 10.1 | 1.3 | 0.5 | 0.9 | 2.1 | 2.4 | 15.7 |
| 5  | Dennis Johnson | 35   | 75 | 65 | 27.1 | 2.7 | 6.3  | .434 | 0.0 | 0.3 | .042 | 1.6 | 1.9 | .843 | 0.6 | 2.0 | 2.7  | 6.5 | 1.1 | 0.2 | 1.6 | 2.4 | 7.1  |
| 6  | John Bagley    | 29   | 54 | 17 | 20.3 | 1.9 | 4.0  | .459 | 0.0 | 0.3 | .056 | 0.5 | 0.7 | .744 | 0.5 | 1.2 | 1.6  | 5.5 | 0.7 | 0.1 | 1.7 | 1.4 | 4.3  |
| 7  | Jim Paxson     | 32   | 72 | 25 | 17.8 | 2.7 | 5.9  | .453 | 0.1 | 0.3 | .250 | 1.0 | 1.3 | .811 | 0.3 | 0.7 | 1.1  | 1.9 | 0.5 | 0.1 | 0.8 | 1.6 | 6.4  |
| 8  | Joe Kleine     | 28   | 81 | 4  | 16.9 | 2.2 | 4.5  | .480 | 0.0 | 0.0 | .000 | 1.0 | 1.2 | .830 | 1.4 | 2.9 | 4.4  | 0.6 | 0.2 | 0.3 | 0.8 | 2.1 | 5.4  |
| 9  | Ed Pinckney    | 26   | 77 | 50 | 14.1 | 1.8 | 3.2  | .542 | 0.0 | 0.0 | .000 | 1.2 | 1.5 | .773 | 1.2 | 1.7 | 2.9  | 0.9 | 0.4 | 0.5 | 0.7 | 1.6 | 4.7  |
| 10 | Kevin Gamble   | 24   | 71 | 10 | 13.9 | 1.9 | 4.2  | .455 | 0.0 | 0.3 | .167 | 1.2 | 1.5 | .794 | 0.6 | 1.0 | 1.6  | 1.7 | 0.4 | 0.1 | 0.6 | 1.1 | 5.1  |
| 11 | Michael Smith  | 24   | 65 | 7  | 9.5  | 2.1 | 4.4  | .476 | 0.0 | 0.4 | .071 | 0.8 | 1.0 | .828 | 0.6 | 0.9 | 1.5  | 1.2 | 0.1 | 0.0 | 0.8 | 0.8 | 5.0  |
| 12 | Kelvin Upshaw  | 27   | 14 | 0  | 9.4  | 0.9 | 2.8  | .308 | 0.1 | 0.4 | .400 | 0.3 | 0.4 | .667 | 0.2 | 0.7 | 0.9  | 2.0 | 0.1 | 0.1 | 0.9 | 1.4 | 2.1  |
| 13 | Charles Smith  | 22   | 60 | 0  | 8.7  | 1.0 | 2.2  | .444 | 0.0 | 0.1 | .000 | 0.9 | 1.3 | .697 | 0.2 | 0.9 | 1.2  | 1.7 | 0.6 | 0.1 | 0.6 | 1.3 | 2.9  |

## Galardones y récords
| Jugador/Entrenador | Galardón                                        |
| Larry Bird         | 2.º Mejor quinteto de la NBA All-Star           |
| Kevin McHale       | 2.º Mejor quinteto defensivo de la NBA All-Star |
| Robert Parish      | All-Star                                        |